# Dub Wiser
Dub Wiser est un groupe d'electro-dub français, originaire de Paris. Il est formé en 1998 à la suite de la fusion des projets dub respectifs de Rico .ÛÛ. et de Luz. Rapidement sollicité par le label Hammerbass Records, Dub Wiser sort le maxi 45 Sensi Drinka en 2000, qui intègre notamment deux remixes d'Alon Adiri (Dub Syndicate).

## Biographie
Après ce travail préparatoire et un affinement de son style, Dub Wiser aboutit en octobre 2001 à l'album A New Millenium of Dub en hommage au LP du groupe anglais Aswad A New Chapter of Dub. Dub Wiser navigue entre les ambiances roots, techno ou jungle avec un son qui leur est propre. Une particularité importante est notamment la compilation d'artistes divers intervenant sur plusieurs titres tels Ismail Skhan sur I'n I par exemple où l'on peut entendre le Saz (luth) et chant en turc.
Le 2e album de Dub Wiser Chapter II : Tribute to Remixes sort en avril 2003. Ce projet long de deux ans, réunit 14 remixes réalisés par l'entourage musical du groupe. C'est un peu le reflet de la palette sonore de Dub Wiser. Ont adhéré à ce projet : MB, Brain Damage, Alon Adiri, Rasboras, The Count of Monte Cristo, General Dub, Dither, Djins, Psychronauts, Caracas, Wide Open Cage, Collapse et Fast Forward. Ce mélange hétéroclite permet aux auditeurs de découvrir les différentes facettes de la musique électro actuelle.
Pour son troisième opus, Behind the Dub Side, sorti en octobre 2005 (deuxième véritable réalisation du groupe), Dub Wiser sollicite de multiples invités tels qu'Agnieszka et Fred.ES déjà présents sur le précédent album, mais aussi Solomon K.T, Lyncée et Didai, Krokmeeten (2.1 Click Posse et Jean-Pol Dub. Les 12 titres sont axés sur une musique plus aérienne et plus épurée avec des vocaux volontairement présents et proposant. À noter que C'Tom est définitivement omniprésent sur l'album, que ce soit à la guitare, au mélodica ou au chant.
Dub Wiser se produit en live depuis 1999 et a notamment partagé l’affiche avec : The Rootsman, Adrian Sherwood, Linton Kwesi Johnson, Dreadzone, Twilight Circus Dub Sound System, Vibronics... Le sets Live du groupe nous dévoile une facette plus interactive du travail effectué.

## Discographie
- 2000 : Sensi Drinka (EP)
- 2001 : A New Milleniumi of Dub (album)
- 2003 : Dub Wiser - Chapter II - Tribute to Remixes illustration (compilation)
- 2005 : Behind the Dub Side (album)